# Фојхт
Фојхт (њем. Feucht) град је у њемачкој савезној држави Баварска. Једно је од 27 општинских средишта округа Нирнбергер Ланд. Према процјени из 2010. у граду је живјело 13.239 становника. Посједује регионалну шифру (AGS) 9574123.

## Географски и демографски подаци
Фојхт се налази у савезној држави Баварска у округу Нирнбергер Ланд. Град се налази на надморској висини од 360 метара. Површина општине износи 9,7 km². У самом граду је, према процјени из 2010. године, живјело 13.239 становника. Просјечна густина становништва износи 1.365 становника/km².

## Међународна сарадња
| Мјесто  | Држава   | Врста сарадње | Од    |
| ------- | -------- | ------------- | ----- |
| Лојтшах | Аустрија | партнерство   | 1985. |
| Извор   |          |               |       |